# Javier Pastore
Javier Matías Pastore (Córdoba, 20 juni 1989) is een Argentijns voetballer met ook een Italiaans paspoort die doorgaans als aanvaller speelt. Hij verruilde Paris Saint-Germain in juli 2018 voor AS Roma, dat €24.700.000,- voor hem betaalde. Pastore debuteerde in 2009 in het Argentijns voetbalelftal.

## Huracán
Pastore begon met voetballen bij CA Tallares. Hiervoor maakte hij in 2007 zijn debuut in de Argentijnse tweede divisie, onder coach Ricardo Gareca. Gedurende dat seizoen speelde hij vijf wedstrijden. In het 2008 seizoen werd hij verhuurd aan CA Huracán, op dat moment spelend in de Primera División. Pastore maakte op 24 mei 2008 zijn debuut voor de club, tijdens een met 1-0 verloren wedstrijd tegen River Plate. Tijdens de Clausura 2009 was hij onder coach Ángel Cappa geregeld in het eerste elftal te vinden. Tijdens een wedstrijd tegen River Plate scoorde hij met een afstandschot van 23 meter en vervolgens nog eens. Hierdoor hielp hij zijn team Huracán naar een 4-0-overwinning. Dit was de grootste nederlaag van River Plate in 60 jaar. Hij werd topscorer van zijn team met zeven goals en drie assists.

## Palermo
US Palermo maakte op 11 juli 2009 bekend dat het Pastore voor vijf jaar had vastgelegd. De club betaalde $8 miljoen voor hem.. Hij tekende tot 30 juni 2014.. Voordat hij naar Palermo vertrok werd hij nog in verband gebracht met onder meer Manchester United, FC Porto, Milan en Chelsea.
Tijdens zijn eerste seizoen bij Palermo was Pastore onder coaches Walter Zenga en later Delio Rossi voornamelijk invaller. Op 30 januari 2010 maakte hij tijdens een 2-4-nederlaag tegen Bari zijn eerste doelpunt. Vervolgens mocht hij steeds vaker vanaf het begin beginnen. Hij speelde meestal als derde spits achter Fabrizio Miccoli en Edinson Cavani. Pastore eindigde met Palermo als nummer vier in de Serie A.

## Paris Saint-Germain
Palermo-voorzitter Maurizio Zamparini maakte op zaterdag 30 juli 2011 bekend dat Pastore voor 43 miljoen euro was verkocht aan Paris Saint-Germain. Dat werd in 2011 eigendom van Qatar Sports Investments, dat de club wilde terugbrengen naar de top van het Franse voetbal. Eerder werden onder anderen Kevin Gameiro en Jérémy Ménez aangetrokken. In de jaren die volgden kocht Paris Saint-Germain voor honderden miljoenen euro's een team bij elkaar met onder anderen Thiago Motta, Thiago Silva, Marco Verratti, Lucas Moura, Zlatan Ibrahimović, Ezequiel Lavezzi en Edinson Cavani. Samen met hen domineerde Pastore in de daaropvolgende seizoenen de Franse competitie, met opeenvolgende landskampioenschappen en Super Cups en overwinningen in beide Franse bekertoernooien. Ook begon 'PSG' een factor te worden in de UEFA Champions League, waarin Pastore met zijn ploeggenoten in 2012/13, 2013/14 en 2014/15 drie keer achter elkaar de kwartfinale haalde.

## Clubstatistieken
| Seizoen | Club                | Competitie         | Duels | Goals |
| ------- | ------------------- | ------------------ | ----- | ----- |
| 2006/07 | CA Tallares         | Torneo Argentino A | 5     | 0     |
| 2007/08 | → CA Huracán (huur) | Primera División   | 1     | 0     |
| 2008/09 | → CA Huracán (huur) | Primera División   | 30    | 8     |
| 2009/10 | US Palermo          | Serie A            | 34    | 3     |
| 2010/11 | US Palermo          | Serie A            | 35    | 11    |
| 2011/12 | Paris Saint-Germain | Ligue 1            | 33    | 13    |
| 2012/13 | Paris Saint-Germain | Ligue 1            | 34    | 4     |
| 2013/14 | Paris Saint-Germain | Ligue 1            | 29    | 1     |
| 2014/15 | Paris Saint-Germain | Ligue 1            | 34    | 5     |
| 2015/16 | Paris Saint-Germain | Ligue 1            | 16    | 2     |
| 2016/17 | Paris Saint-Germain | Ligue 1            | 15    | 0     |
| 2017/18 | Paris Saint-Germain | Ligue 1            | 25    | 4     |
| 2018/19 | AS Roma             | Serie A            | 14    | 3     |
| Totaal  | Totaal              | Totaal             | 305   | 54    |

## Interlandcarrière
Door een reeks van goede wedstrijden in de Italiaanse Serie A werd hij in december 2009 door de Argentijnse bondscoach Diego Maradona opgeroepen voor de wedstrijd tegen het Catalaanse nationale elftal. Hier maakte Pastore zijn officieuze debuut voor het Argentijnse nationale elftal.
Hij werd hierna nog een keer opgeroepen door Maradona voor een vriendschappelijke wedstrijd tegen Duitsland, maar hier viel hij niet in. Op 18 mei werd bekend dat hij wel bij de selectie zat voor het WK voetbal 2010 in Zuid-Afrika.

## Erelijst
| Kampioen Ligue 1      | 5x | 2012/13, 2013/14, 2014/15, 2015/16, 2017/18 |
| Coupe de France       | 4x | 2014/15, 2015/16, 2016/17, 2017/18          |
| Coupe de la Ligue     | 5x | 2013/14, 2014/15, 2015/16, 2016/17, 2017/18 |
| Trophée des Champions | 4x | 2013, 2014, 2016, 2017                      |